# La Rapide
Pour les articles homonymes, voir Rapide.
La Rapide est une voiture à vapeur crée en 1881 par Amédée Bollée. Elle pouvait atteindre 62 km/h.